# Mars City Underground: Union Aerospace Subsystems
A Mars City Underground: Union Aerospace Subsystems é uma fase do jogo de computador Doom 3. Lá todos os sistemas de Mars City operam, rudimentarmente, incluindo comunicação com o planeta Terra, defasado pelos outros sistemas empregados nas edificações marcianas principais os quais são mais modernos. A principal função é manter a Mars City operacional através da produção de energia elétrica.

## Empregados
Os funcionários que trabalham na Mars City Underground são geralmente técnicos e engenheiros necessários para reparar os equipamentos quando quebram, ocasionalmente encontrando-se cientistas que são designados para lá por algum motivo, tal como mandar uma mensagem ao Planeta Terra (como o personagem Jonathan Ishii). De acordo com o PDA encontrado pelo jogador perto do começo da fase, há uma mensagem para Grant Baston na qual diz que os sistemas estão operando acima do nível normal, no qual o responsável seria os Delta Labs com os experimentos realizados por lá, que demandam muita energia elétrica. Para isto, os engenheiros reclamam e entre si, também houve relatos de que estivessem ouvindo vozes estranhas e vendo coisas "inexplicáveis", conforme outro PDA que pode ser obtido pelo jogador durante o jogo.

## Tecnologias
Neste nível se encontram diversos aparelhos. Um deles é uma ponte de energia que regula a intensidade do MFS Compressor dos Alpha Labs, auxiliando na produção de energia derivado de recursos minerais brutos extraídos de Marte e do lixo e esgoto produzido pelos habitantes. O único funcionário que opera este equipamento se assusta quando o jogador aproxima-se dele e relata que "as coisas já são bastante assustadoras por aqui, e todos estão com os nervos à flor da pele". Há também um sistema de arquivamento de documentos, ou simplesmente um local onde se encontram diversas caixas metálicas, onde pode-se avistar um cientista que ficou preso por uma porta emperrada e um técnico de manutenção consertando para que eles possam sair. O cientista reclama e diz que os técnicos deveriam "cuidar de tudo e certificarem-se de que tudo funcione". Neste mesmo local, após o incidente com o portal do Delta Labs, encontra-se um Imp, personagem típico das outras franquias de jogos do Doom e, bastante comum pelo jogo todo. Há também um computador para envio de mensagens a Terra e observação dos locais de Mars City, conforme pode-se observar quando o jogador chega por lá e as telas mostram guardas de segurança de outros setores de Mars City transformando-se em zumbis (Z-sec).
Outros locais incluem uma garagem que recebe cargas, estando presente uma SUV (caminhonete pequena) e partes interiores da própria Mars City Underground que auxiliam para manter tudo funcionando.